# Acer wilsonii
Acer wilsonii é uma espécie de árvore do gênero Acer, pertencente à família Aceraceae.